# حارة أهل سعيد (الكود)
أهل سعيد هي إحدى حارات حي صالح جميع بمدينة الكود التابعة لمحافظة أبين، بلغ تعداد سكانها 172 نسمة حسب تعداد اليمن لعام 2004.